# Victor Kalinowski
Victor Kalinowski (auch: Viktor Kalinowski, * 24. August 1879 in Schönfelde/Ostpreußen; † 9. April 1940 in Bielefeld) war ein deutscher Schriftsetzer und Schriftsteller.

## Leben
Victor Kalinowski war der Sohn eines Landarbeiters. Er besuchte die Volksschule in Schönbrück und absolvierte anschließend eine Lehre als Schriftsetzer in Allenstein. Es folgten Jahre als Wandergeselle, bis er sich schließlich im Ruhrgebiet niederließ. Von 1902 bis 1933 arbeitete er in der Setzerei des „Alten Bergarbeiterverbandes“ in Bochum. Daneben verfasste Kalinowski Gedichte, die 1922 in einer umfangreichen Sammlung erschienen und ihn zu einem der bedeutendsten Vertreter der
Bergarbeiterdichtung während der Zwanzigerjahre machten. Die geplante Veröffentlichung weiterer Werke, u. a. eines Romans,  wurde 1933 durch die Machtergreifung der Nationalsozialisten verhindert. Kalinowski verlor seine Arbeitsstelle, war Repressionen von staatlicher Seite ausgesetzt und musste schließlich Bochum verlassen. Der größte Teil seines Nachlasses wurde 1942 durch die Gestapo vernichtet.

## Werke
- Meine Seele singt!, Bochum 1922 (Inhaltsverzeichnis) DNB 576253200
- Arnold Maxwill (Hrsg., Nachwort): Lesebuch. Anthologie. Aisthesis Verlag, Bielefeld 2020, ISBN 978-3-8498-1567-7.